# Duplorbis calathurae
Duplorbis calathurae är en kräftdjursart som beskrevs av Smith 1906. Duplorbis calathurae ingår i släktet Duplorbis och familjen Duplorbidae. Inga underarter finns listade i Catalogue of Life.